# Edi Hirose
Edi Hirose (Lima, 1975) és un dels nous artistes peruans emergents amb una creixent presència internacional. Format amb artistes com Daniel Canogar, des de 1996 ha exposat a diferents ciutats de Perú i l'Equador, i a Madrid. Té obra a col·leccions del Brasil, perú i França.